# Eudorellopsis deformis
Eudorellopsis deformis is een zeekommasoort uit de familie van de Leuconidae. De wetenschappelijke naam van de soort is voor het eerst geldig gepubliceerd in 1846 door Krøyer.